# Жарма (Абайская область)
Жарма (каз. Жарма) — посёлок в Жарминском районе Абайской области Казахстана. Административный центр Жарминской поселковой администрации. Код КАТО — 634463100.
Основан во время строительства железной дороги Турксиб.
В посёлке разворачиваются события сборника рассказов Юрия Калинина «Куда не долетали снаряды».

## Население
В 1999 году население посёлка составляло 1279 человек (623 мужчины и 656 женщин). По данным переписи 2009 года в посёлке проживало 1020 человек (518 мужчин и 502 женщины).